# Campeonato da Letónia de Ciclismo em Estrada
Os Campeonatos da Letónia de Ciclismo em Estrada são organizados anualmente desde o ano 1999 para determinar o campeão ciclista da Letónia de cada ano, na modalidade.
O título é outorgado ao vencedor de uma única prova, na modalidade de estrada. O vencedor obtêm o direito de usar a maillot com as cores da bandeira da Letónia até ao campeonato do ano seguinte, unicamente quando disputa provas em linha.

## Pódios dos campeonatos masculinos

### Corrida em linha

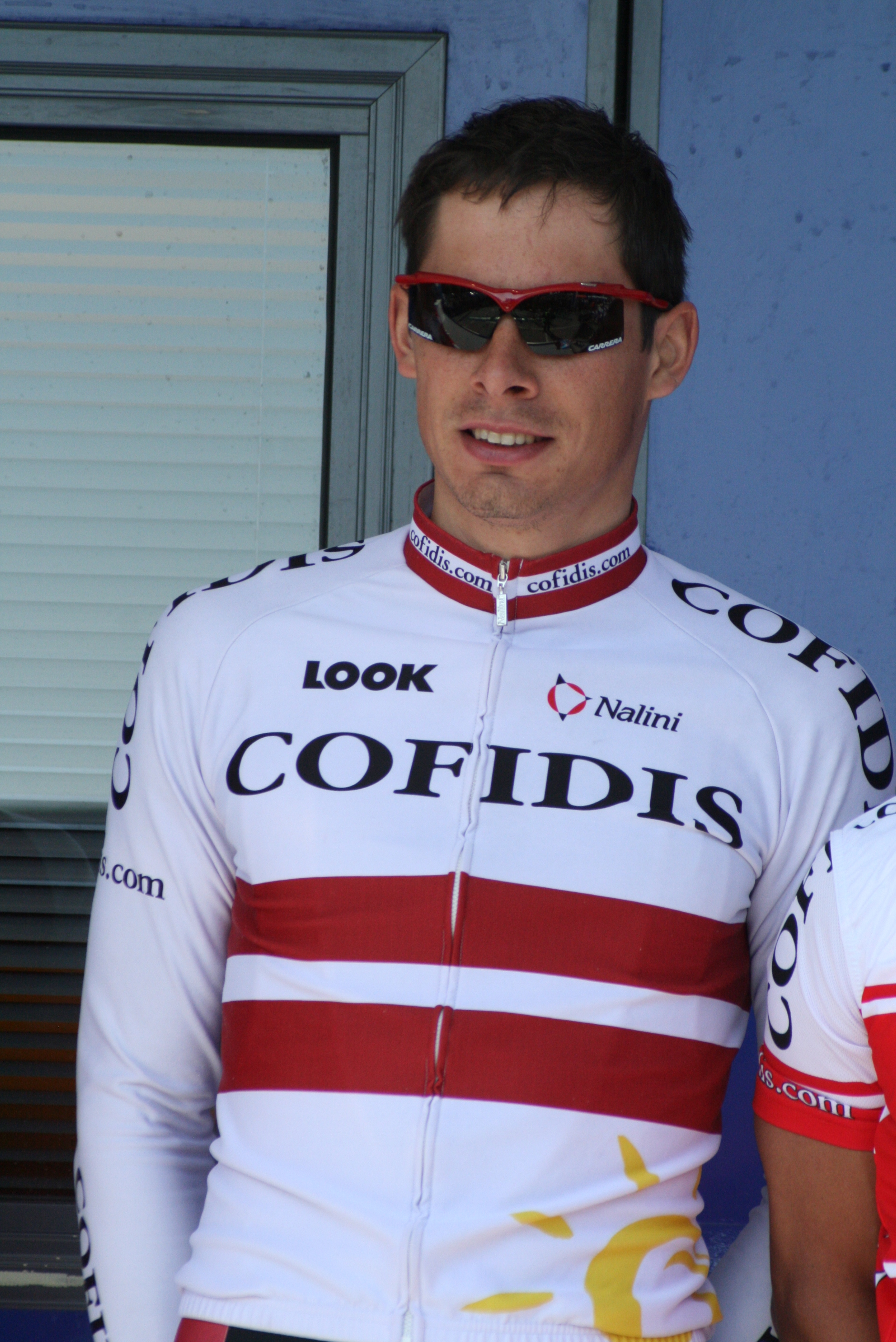
Aleksejs Saramotins com o maillot de campeão da Letónia.

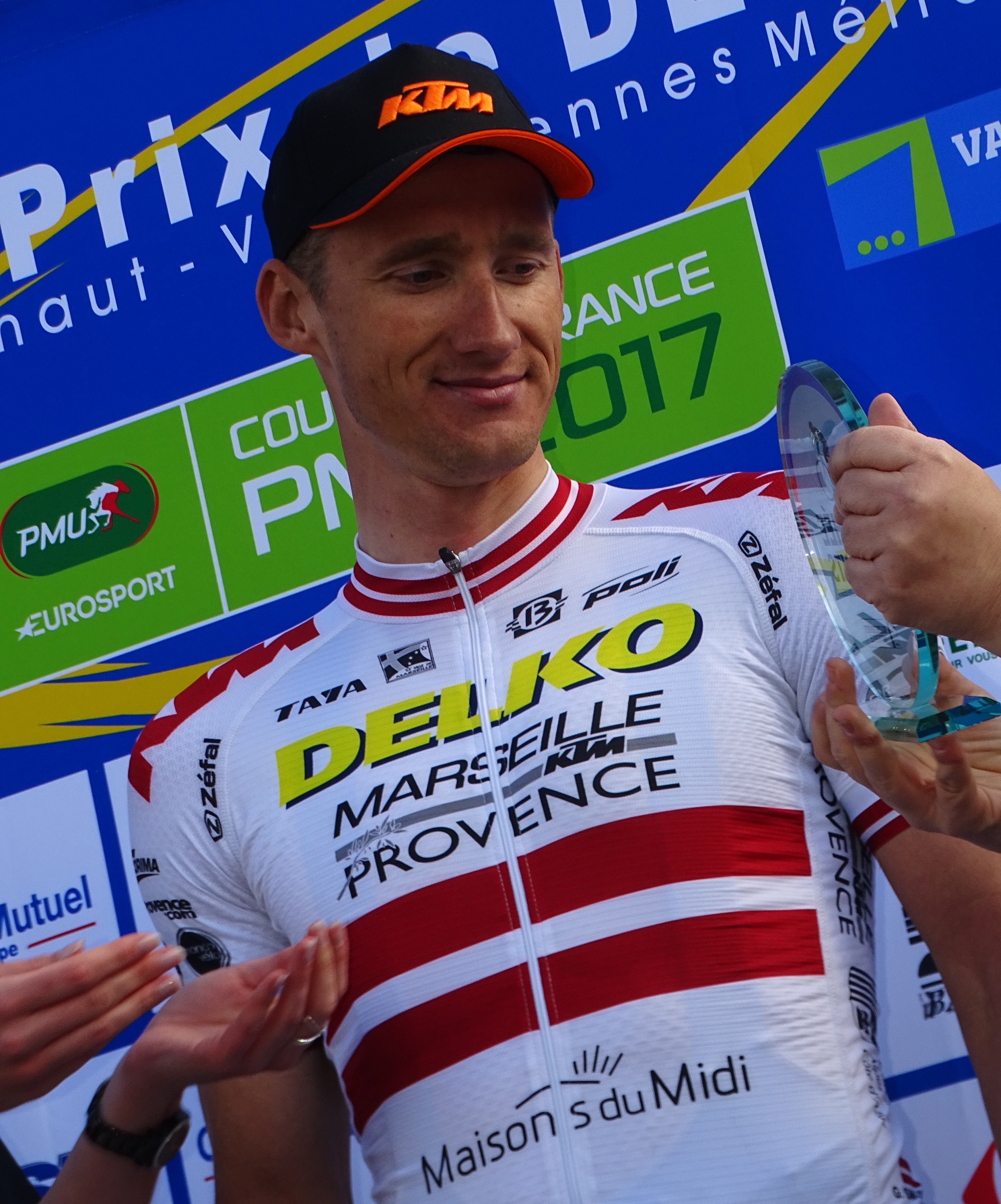
Gatis Smukulis campeão em 2016.

| Ano  | Ganhador            | Segundo             | Terceiro             |
| ---- | ------------------- | ------------------- | -------------------- |
| 1997 | Juris Silovs        | Egons Rozenfelds    | Armands Baranovskis  |
| 1998 | Juris Silovs        | Arvis Piziks        | Romāns Vanštiño      |
| 1999 | Romāns Vanštiño     | Juris Silovs        | Raivis Belohvoščiks  |
| 2000 | Arvis Piziks        | Raivis Belohvoščiks | Andris Naudužs       |
| 2001 | Andris Reiss        | Juris Silovs        | Raivis Belohvoščiks  |
| 2002 | Raivis Belohvoščiks | Arvis Piziks        | Armands Baranovskis  |
| 2003 | Andris Naudužs      | Mārtiņš Poļakovs    | Ouļegs Meļehs        |
| 2004 | Ouļegs Meļehs       | Normunds Lasis      | Aleksejs Saramotins  |
| 2005 | Aleksejs Saramotins | Gatis Smukulis      | Normunds Lasis       |
| 2006 | Aleksejs Saramotins | Ouļegs Meļehs       | Daniels Ernestovskis |
| 2007 | Aleksejs Saramotins | Ouļegs Meļehs       | Herberts Pudāns      |
| 2008 | Normunds Lasis      | Kalvis Eisaks       | Heralds Pudans       |
| 2009 | Ouļegs Meļehs       | Aleksejs Saramotins | Normunds Zviedris    |
| 2010 | Aleksejs Saramotins | Gatis Smukulis      | Indulis Bekmanis     |
| 2011 | Mārtiņš Trautmanis  | Aleksejs Saramotins | Kristofers Rācenājs  |
| 2012 | Aleksejs Saramotins | Andžs Flaksis       | Indulis Bekmanis     |
| 2013 | Aleksejs Saramotins | Gatis Smukulis      | Toms Skujiņš         |
| 2014 | Andris Vosekalns    | Aleksejs Saramotins | Gatis Smukulis       |
| 2015 | Aleksejs Saramotins | Krists Neilands     | Andris Smirnovs      |
| 2016 | Gatis Smukulis      | Viesturs Lukševics  | Toms Skujiņš         |
| 2017 | Krists Neilands     | Kaspars Serģis      | Viesturs Lukševics   |
| 2018 | Krists Neilands     | Aleksejs Saramotins | Andžs Flaksis        |
| 2019 | Toms Skujiņš        | Aleksejs Saramotins | Andžs Flaksis        |
| 2020 | Viesturs Lukševics  | Pauls Rubenis       | Māri Bogdanovičs     |
| 2021 | Toms Skujiņš        | Andžs Flaksis       | Māri Bogdanovičs     |

### Corrida em linha esperanças
| Ano  | Ganhador               | Segundo             | Terceiro           |
| ---- | ---------------------- | ------------------- | ------------------ |
| 2006 | Gatis Smukulis         |                     |                    |
| 2009 | Viesturs Lukševics     | Rihards Bartuševics | Reinis Andrijanovs |
| 2010 | Indulis Bekmanis       |                     |                    |
| 2013 | Toms Skujiņš           |                     |                    |
| 2014 | Krists Neilands        |                     |                    |
| 2015 | Krists Neilands        | Raivis Sarkans      | Deins Kaņepējs     |
| 2016 | Krists Neilands        | Klāvs Rubenis       | Matīss Riekstiņš   |
| 2017 | Deins Kaņepējs         | Ēriks Toms Gavars   | Mārtiņš Pluto      |
| 2018 | Mārtiņš Pluto          | Ēriks Toms Gavars   | Kristers Ansons    |
| 2019 | Alekss Jānis Ražinskis | Ēriks Toms Gavars   |                    |

## Pódios dos campeonatos femininos

### Corrida em linha
| Ano  | Vencedor            | Segundo            | Terceiro             |
| ---- | ------------------- | ------------------ | -------------------- |
| 2015 | Lija Laizāne        | Dana Rožlapa       | Katrina Jaunslaviete |
| 2016 | Lija Laizāne        |                    |                      |
| 2017 | Lija Laizāne        | Viktorija Sipoviča | Madara Fūrmane       |
| 2018 | Lija Laizāne        | Viktorija Sipoviča | Elīna Ķiršakmene     |
| 2019 | Lija Laizāne        | Dana Rožlapa       |                      |
| 2020 |                     |                    |                      |
| 2021 | Līna Svarinska      | Dana Rožlapa       | Lija Laizāne         |
| 2022 | Anastasia Carbonari | Dana Rožlapa       | Lija Laizāne         |
| 2023 | Anastasia Carbonari | Dana Rožlapa       | Lija Laizāne         |
| 2024 | Anastasia Carbonari | Kitija Siltumena   | Laura Belohvoscika   |